# CD Numancia
Club Deportivo Numancia is een Spaanse voetbalclub uit Soria. De club is vernoemd naar het oude Keltische plaatsje Numantia dat in de omgeving van het huidige Soria heeft gelegen. Thuisstadion is het Nuevo Estadio Los Pajaritos. 

## Geschiedenis
Numancia werd opgericht op 9 april 1945. Lange tijd speelde Numancia in de Tercera División, maar in de jaren negentig maakte de club progressie. Numancia speelde gedurende drie periodes, in 1999-2001, 2004-2005 en 2008-2009 zelfs in de Primera División. Alleen tijdens het eerste seizoen op het hoogste niveau kon het behoud met een zeventiende plaats verzekerd worden. Vanaf 2009 tem 2020 vertoefde de ploeg in de Segunda División A, maar op het einde van het seizoen 2019-2020 degradeerde het team. Zou kwam het vanaf 2020-2021 in de Segunda División B terecht. Dit was van 1996-1997 geleden of met andere woorden het team was 23 jaar in het professionele voetbal actief geweest.  Na het tussenseizoen 2020-2021 kwam de ploeg zelfs in de Segunda División RFEF, oftewel het vierde niveau van het Spaans voetbal terecht.  Het eerste seizoen 2021-2022 werd de ploeg kampioen en speelt vanaf seizoen 2022-2023 op het niveau van de Primera División RFEF.

## Erelijst
- Segunda División A

2008
- Segunda División RFEF

2022

## Eindklasseringen
- 1947 4e
Tercera División
- 1948 11e
Tercera División
- 1949 3e
Tercera División
- 1950 13e
Segunda División
- 1951 17e
Segunda División
- 1952 13e
Tercera División
- 1953 6e
Tercera División
- 1954 12e
Tercera División
- 1955 3e
Tercera División
- 1956 7e
Tercera División
- 1957 9e
Tercera División
- 1958 5e
Tercera División
- 1959 7e
Tercera División
- 1960 15e
Tercera División
- 1961 3e
Tercera División
- 1962 1e
Tercera División
- 1963 1e
Tercera División
- 1964 2e
Tercera División
- 1965 3e
Tercera División
- 1966 1e
Tercera División
- 1967 15e
Tercera División
- 1968 6e
Tercera División
- 1969 14e
Tercera División
- 1970 12e
Tercera División
- 1971 16e
1e regionaal
- 1972 1e
2e regionaal
- 1973 10e
1e regionaal
- 1974 13e
1e regionaal
- 1975 15e
1e regionaal
- 1976 15e
1e regionaal
- 1977 12e
1e regionaal
- 1978 1e
1e regionaal
- 1979 5e
Tercera División
- 1980 14e
Tercera División
- 1981 13e
Tercera División
- 1982 4e
Tercera División
- 1983 7e
Tercera División
- 1984 2e
Tercera División
- 1985 8e
Tercera División
- 1986 11e
Tercera División
- 1987 8e
Tercera División
- 1988 4e
Tercera División
- 1989 1e
Tercera División
- 1990 13e
Segunda División B
- 1991 11e
Segunda División B
- 1992 10e
Segunda División B
- 1993 8e
Segunda División B
- 1994 3e
Segunda División B
- 1995 2e
Segunda División B
- 1996 8e
Segunda División B
- 1997 2e
Segunda División B
- 1998 17e
Segunda División
- 1999 3e
Segunda División
- 2000 17e
Primera División
- 2001 20e
Primera División
- 2002 17e
Segunda División
- 2003 12e
Segunda División
- 2004 2e
Segunda División
- 2005 19e
Primera División
- 2006 8e
Segunda División
- 2007 8e
Segunda División
- 2008 1e
Segunda División
- 2009 19e
Primera División
- 2010 8e
Segunda División
- 2011 10e
Segunda División
- 2012 10e
Segunda División
- 2013 12e
Segunda División
- 2014 13e
Segunda División
- 2015 12e
Segunda División
- 2016 10e
Segunda División
- 2017 17e
Segunda División
- 2018 8e
Segunda División
- 2019 17e
Segunda División
- 2020 20e
Segunda División
- 2021 4e
Segunda División B
- 2022 1e
Segunda Federación
- 2023 16e
Primera Federación
- 2024 3e
Segunda Federación
- 2025 2e
Segunda Federación

- Primera División
- Segunda División
- Primera Federación
- Segunda Federación
- Segunda División B
- Tercera Federación
- 1e regionaal
- 2e regionaal

## Bekende (oud-)spelers

### Spanjaarden
- Mikel Alonso
- Javi Moreno
- Rubén Navarro
- Ramón Ros
- Alberto Saavedra

### Overigen
- Lee Chun-soo
- Patricio Graff
- Daniel Ngom Komé
- Dwight Pezzarossi
- Patrick Suffo